# Rashid Sunyaev
Rashid Sunyaev (Tashkent, 1 de março de 1943) é um astrofísico russo de origem tártara.

## Vida
Rashid Sunyaev nasceu em 1943 em Tashkent (Uzbequistão, na época União Soviética). Estudou no Instituto de Física e Tecnologia de Moscou e foi doutorando de Jakov Seldovich. Em 1968 obteve o doutorado na Universidade Estatal de Moscou. De 1974 a 1982 foi diretor do Laboratório de Astrofísica Teórica do Instituto de Pesquisas Espaciais (IKI) da Academia de Ciências da Rússia.
Desde 2017 tem sido um dos favoritos para um Nobel de Física (Clarivate Citation Laureates), devido ao número de suas citações.

## Condecorações e reconhecimentos
- 2018: Prêmio Marcel Grossmann